# Ganhoué
Ganhoué est une localité située au nord-ouest de la Côte d'Ivoire, et appartenant au département de Touba, dans la Région du Bafing. La localité de Ganhoué est un chef-lieu de commune. Le village est surtout reconnu comme premier centre musulman de la région. 